# Konstantine Jabalashvili
Konstantine Jabalashvili –en georgiano: კონსტანტინე ხაბალაშვილი– (7 de mayo de 1992) es un deportista georgiano que compite en lucha libre. Ganó una medalla de bronce en el Campeonato Europeo de Lucha de 2014, en la categoría de 65 kg.

## Palmarés internacional
| Campeonato Europeo | Campeonato Europeo | Campeonato Europeo | Campeonato Europeo |
| Año                | Lugar              | Medalla            | Categoría          |
| ------------------ | ------------------ | ------------------ | ------------------ |
| 2014               | Vantaa (Finlandia) | Medalla de bronce  | 65 kg              |